# Електрометалургійний завод в Аїн-Сохна
Електрометалургійний завод у Айн-Сохна – підприємство чорної металургії Єгипту, майданчик якого знаходиться неподалік від червономорського порту Аїн-Сохна.
Проект реалізувала компанія Egyptian Steel. Його основними елементами стали:
- електродугова піч, здатна щорічно виплавляти 830 тисяч тон сталі. На момент запуску 80% сировини для неї становив металобрухт;
- машина безперервного виливу сортової заготовки;
- прокатний стан, розрахований на випуск 530 тисяч тон будівельної арматури на рік.
300 тисяч тон заготовки призначено для використання за межами заводу в Айн-Сохні, при цьому можливо відзначити, що Egyptian Steel має два прокатні заводи, що не володіють власними сталеплавильними потужностями.